# Rainy Day Women No. 12 & 35
"Rainy Day Women #12 & 35" (en español, "Mujeres de días lluviosos n.º 12 y 35") es una canción compuesta por el cantante estadounidense Bob Dylan, incluida en el álbum Blonde on Blonde, editado el 16 de mayo de 1966.
Es notable por su inusual instrumentación, es la única de Blonde on Blonde que incluye una banda de instrumentos de viento, y también por su controvertido estribillo "Everybody must get stoned!" ("Todo el mundo debe estar colocado"). En la biografía de Dylan escrita por Robert Shelton, No Direction Home (sin relación con el documental de Martin Scorsese No Direction Home), se afirma que la canción fue prohibida en muchas emisoras de radio de Gran Bretaña y Estados Unidos debido a la paranoia por las "canciones sobre drogas". De todas formas, existen otras interpretaciones, como que trate sobre las turbulentas relaciones de Dylan con las mujeres. Otra interpretación posible, considerando la actitud crítica de Dylan hacia la prensa, es que la canción resalta lo absurdo de las críticas sobre referencias a las drogas en la música rock de la época. Aunque el estribillo de Rainy Day Women no es ambiguo, existen otras interpretaciones mucho más prosaicas, y de hecho, no hay ninguna referencia explícita a las drogas en la canción. El verso "They'll stone ya when you're tryin' to keep your seat" ("te apedrearán cuando estés intentando mantener tu sitio") también puede sugerir el Movimiento por los Derechos Civiles.
Esta canción es una de las más populares en los conciertos de Dylan hasta la fecha. Muy a menudo el estribillo everybody must get stoned, es coreado tan alto por la audiencia que no se puede escuchar la voz de Dylan. La canción alcanzó el puesto n.º 2 en la lista Billboard de sencillos.
El resultado de multiplicar 12 por 35 es 420, lo que ha llevado a pensar que se trata de una referencia a la marihuana.

## Versiones
El grupo The Black Crowes hizo una versión de la canción para su sencillo de 1992 "Hotel Illness". Dicha versión fue publicada en 1995, en el álbum benéfico "Hempilation - freedom is NORML" para la organización NORML (National Organization for the Reform of Marijuana Laws).
La canción fue también versionada por Sammy Hagar en su álbum Livin' It Up, en 2006.